# Seven Days Walking (Day 1)
Seven Days Walking (Day 1) è un album di Ludovico Einaudi pubblicato il 15 marzo 2019, prima parte del progetto Seven Days Walking.
Cold Wind Var. 1 è stato pubblicato come singolo il 1º marzo 2019 insieme al rispettivo video musicale.

## Tracce
1. Low Mist Var. 1 – 2:29
2. Low Mist – 5:25
3. Gravity – 5:28
4. Matches – 2:54
5. Cold Wind Var. 1 – 4:00
6. Golden Butterflies – 5:53
7. Fox Tracks – 3:38
8. A Sense of Symmetry – 2:35
9. The Part of The Fossils – 8:16
10. Ascent – 5:37
11. Low Mist Var. 2 – 5:43

Durata totale: 51:58

## Formazione
- Ludovico Einaudi: Piano
- Federico Mecozzi: Violino, Viola
- Redi Hasa: Cello